# Mikiko Shiroma
Mikiko Shiroma (城間 幹子 Shiroma Mikiko) es una política japonesa y actual alcaldesa de Naha, capital de la prefectura de Okinawa, Japón.
- Datos: Q18545946
- Multimedia: Mikiko Shiroma / Q18545946